# Ніколя Полі
Ніколя Полі (люксемб. Nicolas Pauly; нар. 19 листопада 1919, Дюделанж — пом. 25 серпня 1991, Дюделанж) — люксембурзький футболіст, який грав на позиції захисника. Відомий за виступами у складі клубу «Дюделанж» та у складі збірної Люксембургу, зокрема на літніх Олімпійських іграх 1948 року.

## Біографія
Ніколя Полі народився в Дюделанжі. На клубному рівні він грав у складі місцевого клубу «Дюделанж». У складі збірної Люксембургу Ніколя Полі брав участь у літніх Олімпійських іграх 1948 року, де люксембурзька збірна в 1/8 фіналу поступилася збірній Югославії. Після завершення виступів на футбольних полях Полі жив у рідному місті. Помер Ніколя Полі 25 серпня 1991 року в Дюделанжі.